# Hoogoorddreef
De Hoogoordreef is een doorgaande straat in Amsterdam-Zuidoost. Het eerste gedeelte is een dreef en halfhoog gelegen en werd voor het doorgaande verkeer geopend in 1971 als ontsluitingsweg voor het eerste station Bijlmer en begint bij de Flierbosdreef, loopt westwaarts langs winkelcentrum Amsterdamse Poort en kruist de Foppingadreef. Vervolgens loopt de weg sinds ongeveer 1980 onder de spoorlijn naar Utrecht en de metro door als brede weg met middenberm op maaiveldnivaeu en kruist in het noorden de Haaksbergenweg, in het zuiden de Hondsrugweg en Holterbergweg. Na de Holterbergweg veranderd de straat in een smallere bestemmingsstraat en kruist in de noorden de Keienbergweg en gaat daarna met een bocht naar links over in de Lemmelerbergweg.

## Bouwwerken
Langs de straat bevinden of bevonden zich onder meer de volgende bouwwerken:

### Hoogoord

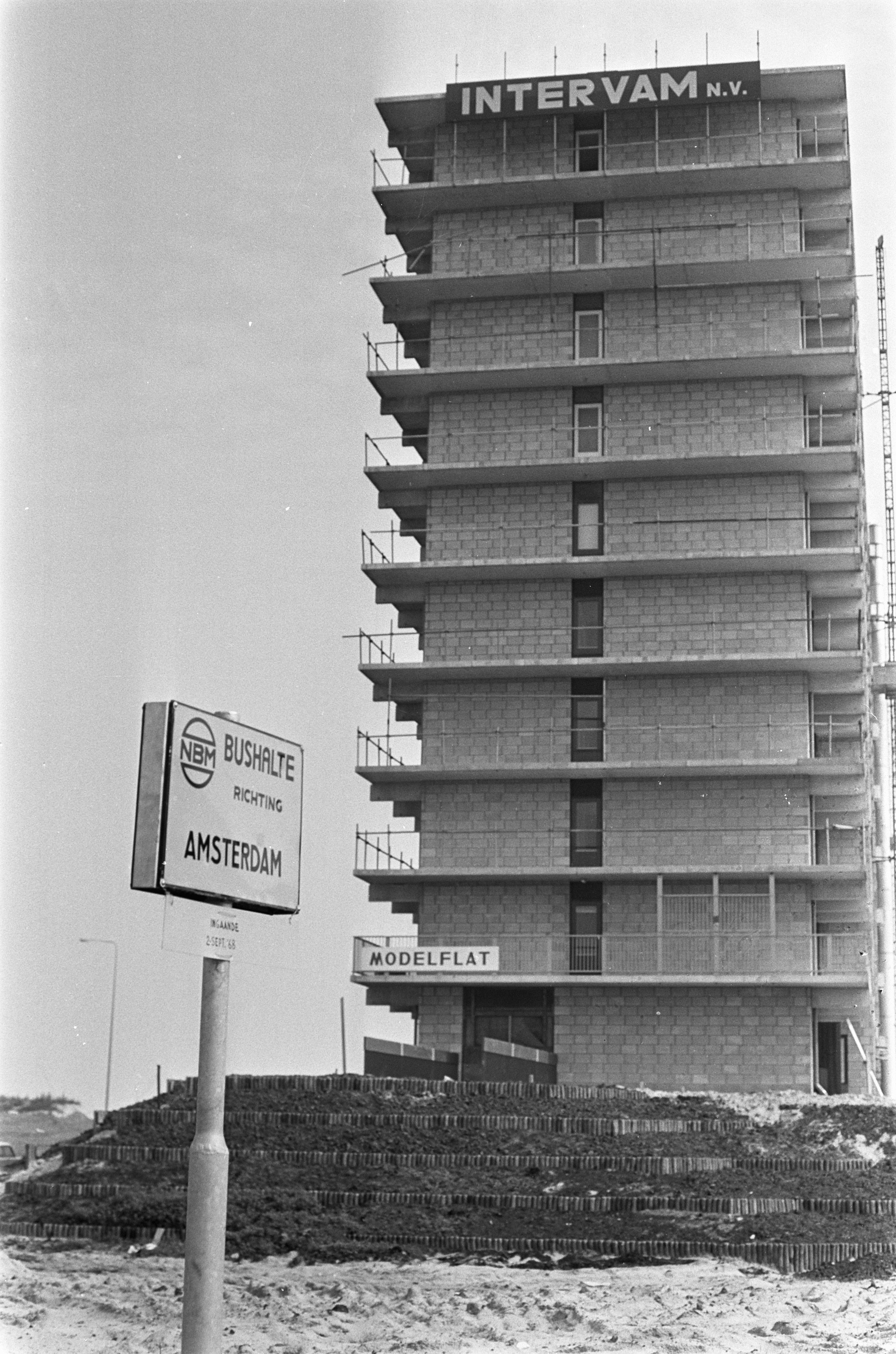
Hoogoord in 1968 nog voor de eerste bewoners is een modelflat ingericht

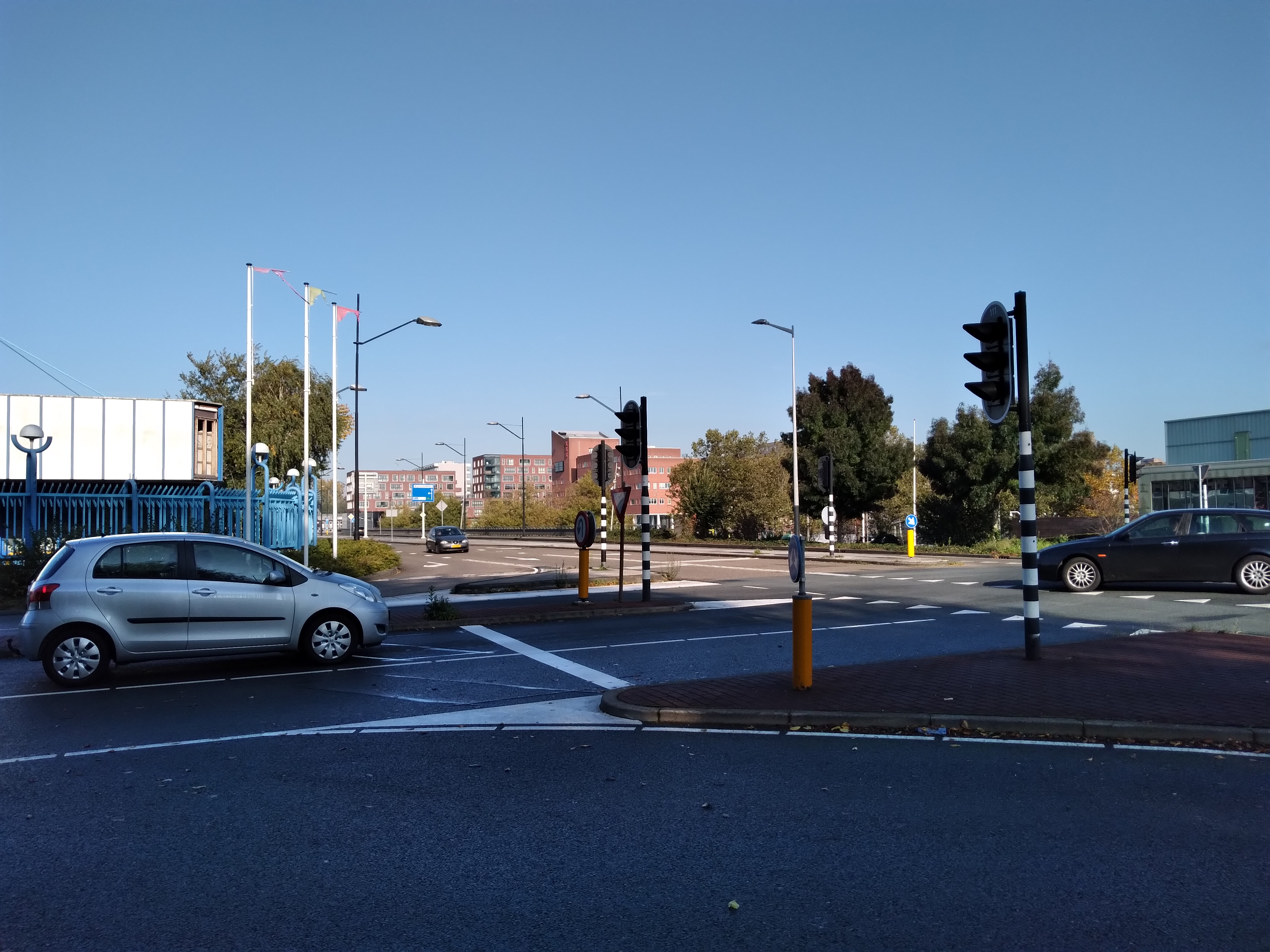
op de voorgrond het begin van de Hoogoorddreef bij de Flierbosdreef (oktober 2020)

Op 13 december 1966 werd door burgemeester Gijs van Hall de eerste paal geslagen voor het eerste flatgebouw in de Bijlmermeer, Hoogoord. Op 25 november 1968 kregen de eerste bewoners de sleutel. Het gebouw bestaat uit een tweetal rechthoekige flatgebouwen en staan aan de zuidkant van de straat. De flatwoningen hebben een huisnummer met de naam van de flat. In de jaren tachtig verscheen naast Hoogoord het wooncomplex Haardstee.

### Het Zandkasteel

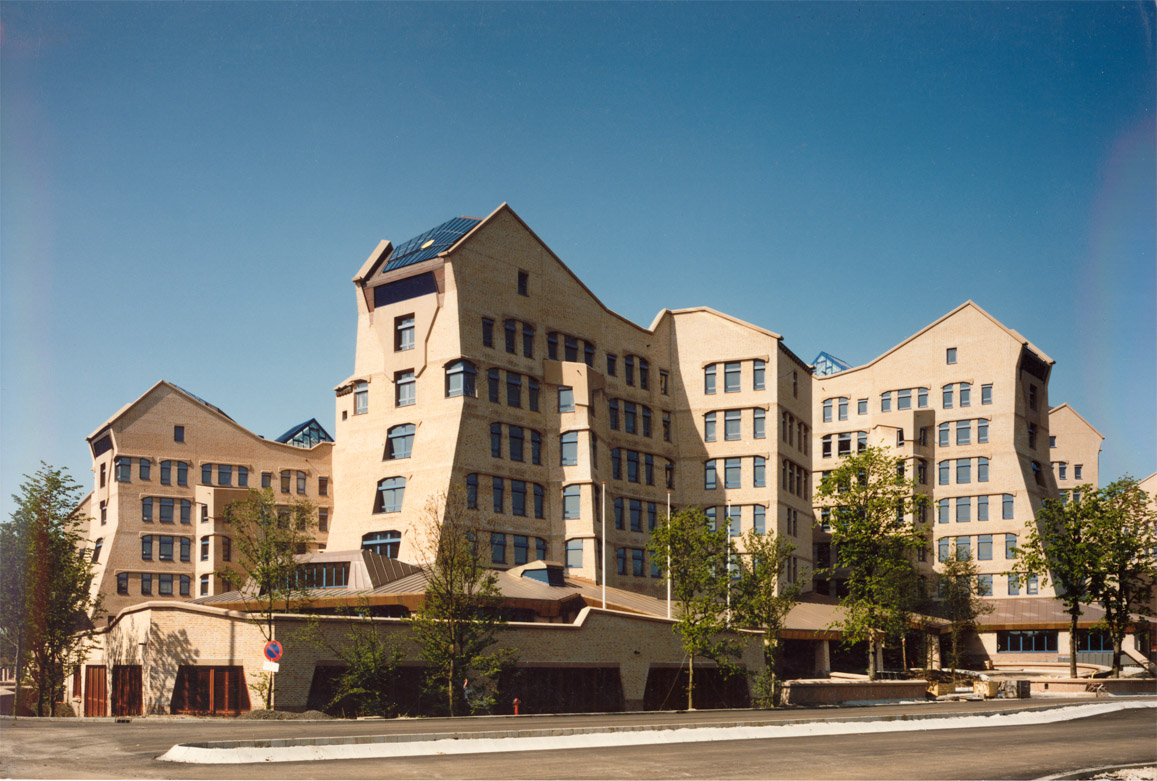
Voormalige hoofdkantoor ING

In 1987 werd dit gebouw het hoofdkantoor van de Nederlandsche Middenstandsbank aan de noordkant van de straat. Dit gebouw werd ook wel het "Bijlmerkasteel" genoemd en is sinds 2020 niet meer in gebruik bij de bank. Het is verbouwd tot onder meer woningen en heeft tegenwoordig de naam Het Zandkasteel.

### Uitvaartcentrum
Op 1 februari 2020 werd een multicultureel uitvaartcentrum van Dela met de naam "Afscheidshuis Amsterdam Zuidoost" geopend, aan de Hoorneboeg aan de zuidkant van de straat tegenover station Bijlmer. Het heeft voorzieningen voor nabestaanden van alle geloofsovertuigingen en culturele achtergronden.

### Station Bijlmer-Arena
Station Amsterdam Bijlmer ArenA begon in 1971 als tijdelijk houten noodstation, in 1976 kwam het gecombineerde trein en metrostation gereed en in 2007 het huidige.

### Atlas ArenA
Het Atlasgebouw aan de zuidkant van de straat, in de 21e eeuw omgedoopt tot Atlas ArenA, is een uit 1983 daterend kantorencomplex en werd ontworpen door Frits Dekeukeleire. Het gebouw met vleugels vernoemd naar de werelddelen viel na oplevering op door haar kleur (spierwit) en opzet. Hoe veelbelovend het gebouw na oplevering werd gezien, wilde het met de verhuur van de tientallen eenheden niet vlotten. Pas toen Fokker Aircraft er haar hoofdkantoor vestigde wilden ook andere bedrijven er huren. Een succes bleef het niet, toen Fokker failliet ging verdwenen ook de andere huurders weer. Het kende gedurende de jaren een grote leegstand. Nadat de Amsterdam Arena werd opgeleverd en er nieuwe verbeterde infrastructuur volgt, zoals het vonden beleggers het gebouw geschikt voor herontwikkeling. Daarbij blijven voor het gebouw unieke eigenschappen behouden zoals de ondergrondse parkeergarage en terreininrichting (veel groen tussen de gebouwen) behouden. Om het gebouw klaar te maken voor hergebruik moeten allerlei aanpassingen doorgevoerd worden, waarbij het gebouw niet alleen verticaal gesplitst blijft maar ook een horizontale splitsing wordt doorgevoerd. In plaats van alleen kantoren wil men de mogelijkheid scheppen er winkel, horeca en zelfs woningen in onderbrengen. Bij die herinrichting is onder meer architect Pi de Bruijn betrokken. Adidas nam na renovatie een deel van het complex in gebruik (wel weer als kantoor). In 2021 is Boeing (Boeing Nederland) de grootste gebruiker van het gebouw.

## Hotels
Aan de noordkant van de straat is een voormalige kantoortoren omgebouwd tot een hotel met de naam "Holiday Inn Express" en aan de zuidkant een hotel met de naam "Courtyard Amsterdam Arena Atlas"

### Garage Amstel III
Van 1980 tot 2005 stond aan de Hoogoordreef bij de Holterbergweg en Keienbergweg Garage Amstel III, een overdekte busgarage van Centraal Nederland welke van 1980-2002 voor een deel werd verhuurd aan het GVB als Garage Zuid. Hier verscheen na de sloop het opslagcomplex de "Zilvermijn" onder andere voor auto's.

## Openbaar vervoer
Er rijden een eenentwintigtal buslijnen door de straat, waarvan vier stadslijnen, vijf R-netlijnen, drie streeklijnen, vier spitslijnen en vijf nachtlijnen.

## Vernoeming
De straat is bij een raadsbesluit van 20 januari 1971 en 15 oktober 1975 (verlengde gedeelte) vernoemd naar een herenhuis dat 1,9 kilometer ten zuiden van Hilversum lag.